# マリュグリスの死
『マリュグリスの死』（マリュグリスのし、原題：英: The Death of Malygris）は、アメリカ合衆国のホラー小説家クラーク・アシュトン・スミスによる短編ホラー小説。『ウィアード・テイルズ』1934年4月号に掲載された。スミスのアトランティス5作品の1つであり、『最後の呪文』の続編。

## あらすじ
ススラン北の黒い塔には、王権をも上回る力を持つ大魔術師マリュグリスが君臨していた。だが、密かにマリュグリスを監視していた王宮魔術師マラナピオンは、不死とうわさされるマリュグリスが既に死亡しており、生前に施した降霊術で名残が動いており、遺体は魔術で腐敗が防がれているだけなのではないかと疑問を抱く。王とマラナピオンは、魔術師12人を集めて協議を行い、5人が去って7人が仲間に加わる。王と8魔術師は、マリュグリスが死んだと喧伝して脅威が失われたとプロパガンダを図るも、大魔術師マリュグリスへの畏怖は根強く、塔に真偽を確認に行こうとする者は誰もいなかった。
一方で退出した5人のうちに、兄弟2人がおり、彼らは別ルートの情報からマリュグリスの死を確かめる。そして臆したことを恥と思い、名誉挽回すべく、直接マリュグリスの塔に赴く。塔には、使い魔はおらず、財宝が転がり、老人の死体が座っているだけであった。2人はマリュグリスの死の裏付けがとれて安堵し、魔術品の略奪を始めようとする。だが、そこにマリュグリスの使い魔の鎖蛇が現れた上、2人の身体も魔術で小さくされてしまう。やがてマリュグリスの死体の唇が開き、2人に死を宣告して、鎖蛇が2人を殺す。
王宮では、マラナピオンと7人の魔術師たちが、離れた場所にいるマリュグスの遺体を呪いで腐敗させた。呪いの成就は遠隔視で確認されるものの、彼らは直視して完全勝利を味わいたいと欲を出す。一行はマリュグリスの腐敗した死体と対面し、勝利を確信したところでマリュグリスの死体が喋り出し、彼らに呪いを返す。一時間もすると9人は腐り果てて全滅する。主を失った鎖蛇が塔を離れ、物語は終結する。

## 主な登場人物
- ガデイロン王 - ポセイドニスの王。
- マラナピオン - 大魔術師にして王の顧問官。王宮の魔術護衛を務める。知識を盗むために、遠隔魔術でマリュグリスを監視していた。己より優れた魔術師である彼を憎んでいる。
- 12魔術師 - ススラン最強の魔術師たち。7人がマラナピオンに従い、5人はマリュグリスを恐れて去る。去った者たちの中に、ニュゴンとフストゥレスという兄弟がおり、彼ら2人は思い直してマリュグリスの塔に乗り込む。
- マリュグリス - ススランの北の黒い塔に住む老魔術師。不死性を得、力も富も王を上回り、皇帝とすら称される。
- 珊瑚色の鎖蛇 - マリュグリスの使い魔。『最後の呪文』では人語を解する様子が描写される。

## 関連解説

### CAスミス『最後の呪文』
『ウィアード・テイルズ』1930年6月号に掲載された。マリュグリスを主人公としている。

### スミスのアトランティス（ポセイドニス）
人類が文明を築いたが、アトランティス大陸は自然の作用で沈みつつあり、スミスが描いた時代には巨大な島ポセイドニスが残るのみとなっている。首都はススラン。
スミスのアトランティスは5作、『最後の呪文』『マリュグリスの死』『二重の影』『スファノモエーへの旅』『アトランティスの美酒』と、散文詩『アトランティスのムーサ』。近年ではポセイドニスと呼ばれるようになっているが、スミスの創作メモ帳「黒の書」にはアトランティスと書かれており、アーカムハウスからもアトランティスの名前で刊行されている。ロバート・E・ハワードは、クッル王の連作で揺籃期のアトランティスを描いたが、対照的にスミスは末期のアトランティスを描いた。
大瀧啓裕は、作品を秀作と評価しつつ、アトランティス作品全体は「まとまりに欠ける」「行き当たりばったり」「アトランティス＝ポセイドニスそのものの描写がほとんどないために、個々の作品の繋がりが希薄になっているようでもある」「設定に迷いがあったのかもしれない」などと解説している。
スミスは、アトランティスを、海に沈んだヨーロッパ西方の島アヴェロンとみなした。彼らがヨーロッパに移住してきた地がアヴェロワーニュという名前になったという設定である。またラヴクラフトは、スミスを「アトランティスの大神官クラーカッシュ＝トン」と呼んでいた。ハイパーボリアの魔道士エイボンは転生しており、その一人がクラーカッシュ＝トンとされている。後続作家であるブライアン・ラムレイは、スミスの影響を受けてオリジナルの「ティームドラ大陸」を創造した。クトゥルフ神話の神グルーンは、アトランティスに関連する存在とされている。アトランティスはクトゥルフ神話ではあまり目立たないが、『エンサイクロペディア・クトゥルフ』などに解説がある。